# Fran González (football, 2005)
Pour les articles homonymes, voir Fran González, Francisco González et González.
Fran González, né le 24 juin 2005 à León, est un footballeur espagnol qui joue au poste de Gardien de but au Real Madrid.

## Biographie

### Carrière en club
Né à León en Espagne, Fran González est formé par le Cultural Leonesa, avant de rejoindre en 2022 le Real Madrid, où il commence à jouer en championnat d'Espagne avec le Real Madrid Castilla à partir de la saison 2023-24, au cours de laquelle il figure aussi déjà sporadiquement avec le groupe professionnel de Carlo Ancelotti,,.
Il joue son premier match avec l'équipe première du club le 5 avril 2025, lors d'un match contre le Valencia au Stade Santiago-Bernabéu en championnat d'Espagne,,.

### Carrière en sélection
En juin 2023, González est convoqué avec l'équipe d'Espagne des moins de 19 ans pour participer au Championnat d'Europe des moins de 19 ans qui a lieu en juillet,.
L'Espagne s'impose lors de la compétition continentale en l'emportant 2-0 en finale contre la France,.

## Palmarès
Espagne -19 ans
- Championnat d'Europe
  - Vainqueur en 2024